# Mzuvukile Jeff Maqetuka
Mzuvukile Jeff Maqetuka (* 28. Januar 1952 in Graaff-Reinet) ist ein südafrikanischer Beamter und Diplomat.

## Leben
Mzuvukile Jeff Maqetuka ging 1978 nach Angola ins Exil und absolvierte eine Ausbildung beim angolanischen Ministerium für Staatssicherheit. Von 1995 bis 1997 war er stellvertretender Direktor der südafrikanischen National Intelligence Agency. Seit dem Jahr 1997 übernahm er eine Direktorenstelle bei Lebone Technologies. Ferner, von 1998 bis 1999, arbeitete Maqetuka als kaufmännischer Direktor bei Simeka Transformation Communications und ist seitdem auch Finanzvorstand bei Simeka Holdings. 2000 leitete Maqetuka die Corporate Compass Consulting (Pty) Ltd. Zwischen 2001 und 2002 trat er wieder in den südafrikanischen Staatsdienst, wo ihm die Aufgabe als Koordinator der Nachrichtendienste übertragen wurde. 2005 war er Generaldirektor im Department of Home Affairs (Innenministerium). 2008 ging Maqetuka als Botschafter nach Algerien. Von 2009 bis 2011 leitete Maqetuka als Generaldirektor die State Security Agency. Seit Juni 2013 ist er als beratender Direktor bei SacOil Holdings Ltd., einem Bergbauunternehmen, tätig. Seit 2021 ist er außerordentlicher, bevollmächtigter Botschafter von Südafrika in der Russischen Föderation und akkreditiert für die Republik Belarus.

## Veröffentlichung
- Impressions of My Hometown Rhafu, A photographic journey through the town of Graaf Reinet, 2012[3]